# Coșna, Suceava
Coșna (în germană Koszna, în maghiară Kosna/Todoskány) este satul de reședință al comunei cu același nume din județul Suceava, Transilvania, România.
 Acest articol despre o localitate din județul Suceava este deocamdată un ciot. Puteți ajuta Wikipedia prin completarea lui.